# Hermann Carmiencke
Johann Hermann Carmiencke (9. februar 1810 i Hamborg – 15. juni 1867 i Brooklyn, New York) var en dansk/tysk landskabsmaler.
Carmiencke var tysk af fødsel, søn af en fattig arbejdsmand i kongeriget Hannover. Han kom i malerlære hos en ældre bror i Hamborg, gik der fra med Johan Mohr til Dresden for at uddanne sig til landskabsmaler hos nordmanden J.C. Dahl og tog rimeligvis efter hans råd 1834 til København for at studere ved Kunstakademiet der. Han synes dog allerede ret udviklet i sit fag, thi året efter udstillede han to landskaber, hvoraf det ene, Et Skovparti, blev indkøbt til Den Kongelige Malerisamling, og gjorde sine første forsøg som raderer. I 1837 var han i besøg i Tyskland, men kom tilbage til Danmark og ægtede Marie Vilhelmine Caroline Klein (død 4. april 1882). Efter at have opnået naturalisationspatent fik han i 1845 og 1846 Akademiets rejseunderstøttelse og opholdt sig to år i Italien. Uagtet han i 1847 vendte tilbage til Danmark, følte han sig under krigsårene mindre til pas i sit nye fædreland og udvandrede derfor i 1851 med sin familie til New York, hvor han blev medstifter af kunstakademiet i Brooklyn og døde 15. juni 1867. Han udstillede her i landet kun til 1851, men han nød anseelse for sine, i nutidens øjne vel konventionelle, billeder og solgte i alt seks billeder til Den Kongelige Malerisamling; dog var hans ry langt større i Nordamerika. Da han arbejdede med stor lethed, er tallet af hans billeder meget betydeligt (på Charlottenborg-Udstillingerne 50 billeder). Længst vil hans navn dog mindes ved hans raderinger (35 blade), der navnlig fra 1847 udmærkede sig ved lethed og frihed i behandlingen. Kunstforeningen udgav nogle af disse blade (1850-51).